# オデュベル・ヘレーラ
- オドゥベル・エレーラ

デイビッド・オデュベル・ヘレーラ（David Odúbel Herrera, 1991年12月29日 - ）は、ベネズエラのスリア州出身のプロ野球選手（外野手）。右投左打。北米独立リーグであるアメリカン・アソシエーションのカンザスシティ・モナークス所属。

## 経歴

### プロ入りとレンジャーズ傘下時代
2008年に当時16歳でテキサス・レンジャーズと契約を結び、プロ入りを果たした 。
2009年、傘下のルーキー級ドミニカン・サマーリーグ・レンジャーズでプロデビュー。58試合に出場して打率.280、24打点、21盗塁、58安打を記録した
2010年はルーキー級アリゾナリーグ・レンジャーズとA-級スポケーン・インディアンスでプレー。ルーキー級アリゾナリーグ・レンジャーズでは48試合に出場して打率.337、31打点、8盗塁、60安打を記録した。
2011年はA級ヒッコリー・クロウダッズでプレーし、119試合に出場して打率.306、3本塁打、56打点、142安打、34盗塁を記録した。
2012年はA+級マートルビーチ・ペリカンズでプレーし、126試合に出場して打率.284、5本塁打、46打点、142安打、27盗塁を記録した。
2013年はA+級マートルビーチとAA級フリスコ・ラフライダーズでプレー。AA級フリスコでは101試合に出場して打率.257、2本塁打、30打点、118安打、15盗塁を記録した。
2014年はA+級マートルビーチとAA級フリスコでプレー。AA級フリスコでは96試合に出場して打率.321、2本塁打、48打点、118安打、12盗塁を記録した。オフには、母国ベネズエラのウィンターリーグであるリーガ・ベネソラーナ・デ・ベイスボル・プロフェシオナル（LVBP）に参加し、ティブロネス・デ・ラ・グアイラで58試合に出場した。打率.372、6本塁打、27打点、77安打、8盗塁を記録し、新人賞とMVPを受賞した。

### フィリーズ時代
2014年12月11日にルール・ファイブ・ドラフトでフィラデルフィア・フィリーズから指名され、移籍した。
2015年4月6日に行われたボストン・レッドソックスとの開幕戦でメジャーデビューを果たした。中堅手のレギュラーに定着し、147試合に出場して規定打席に達して打率.297、8本塁打、41打点、16盗塁という成績を記録した。守備では中堅手として136試合に出場し、5失策、守備率.986、DRS +10 だった。
2016年はオールスターに初選出され、最終的に159試合に出場して打率.286、15本塁打、49打点、25盗塁を記録した。中堅の守備は、ナショナルリーグの外野手でワーストの9失策であったが、リーグトップの372刺殺、同4位の11補殺、同3位のRF2.65、DRS +6、UZR +3.9だった。
2017年はシーズン開幕前の2月8日に第4回WBCのベネズエラ代表に選出された。シーズンでは6月に球団記録となる月間14二塁打を放った一方、7月にはサイン無視をしたことで懲罰交代させられることもあった。この年は138試合に出場して打率.281、14本塁打、56打点、8盗塁を記録した。
2018年は5月20日まで球団史上4位となる45試合連続出塁を記録。6月下旬には球団記録タイとなる5試合連続本塁打を放った。しかし右肩下がりに成績は下降し、148試合に出場して打率.255、22本塁打、71打点、5盗塁だった。
2019年5月27日、20歳の交際女性に傷害を与えたとするドメスティックバイオレンス（DV）の容疑で、ニュージャージー州アトランティックシティで逮捕された。 翌28日にMLBから出場停止処分が科され、オールスターゲームの投票からも除外された。7月5日、MLBから6月24日まで遡って残りシーズン（85試合）の出場停止処分が発表された。
2020年1月14日にニック・マティーニの加入に伴ってDFAとなり、16日にマイナー契約で傘下のAAA級リーハイバレー・アイアンピッグスへ配属された。この年は新型コロナウイルスの感染拡大の影響でマイナーリーグが開催されなかったため、公式戦の出場機会はなかった。
2021年4月26日にメジャー契約を結んでアクティブ・ロースター入りした。オフの11月5日にFAとなった。
2022年3月16日にフィリーズと再契約を結んだが、8月2日にDFAとなり、6日に自由契約となった。オフは母国ベネズエラのウィンターリーグ（LVBP）のカルデナレス・デ・ララでプレーした。

### 独立リーグ時代
2023年6月21日にアメリカン・アソシエーションのカンザスシティ・モナークスと契約した。

## 詳細情報

### 年度別打撃成績
| 年 度    | 球 団    | 試 合 | 打 席 | 打 数 | 得 点 | 安 打 | 二 塁 打 | 三 塁 打 | 本 塁 打 | 塁 打 | 打 点 | 盗 塁 | 盗 塁 死 | 犠 打 | 犠 飛 | 四 球 | 敬 遠 | 死 球 | 三 振 | 併 殺 打 | 打 率 | 出 塁 率 | 長 打 率 | O P S |
| -------- | -------- | ----- | ----- | ----- | ----- | ----- | -------- | -------- | -------- | ----- | ----- | ----- | -------- | ----- | ----- | ----- | ----- | ----- | ----- | -------- | ----- | -------- | -------- | ----- |
| 2015     | PHI      | 147   | 537   | 495   | 64    | 147   | 30       | 3        | 8        | 207   | 41    | 16    | 8        | 5     | 1     | 28    | 0     | 8     | 129   | 6        | .297  | .344     | .418     | .762  |
| 2016     | PHI      | 159   | 656   | 583   | 87    | 167   | 21       | 6        | 15       | 245   | 49    | 25    | 7        | 2     | 2     | 63    | 7     | 6     | 134   | 6        | .286  | .361     | .420     | .781  |
| 2017     | PHI      | 138   | 563   | 526   | 67    | 148   | 42       | 3        | 14       | 238   | 56    | 8     | 5        | 0     | 2     | 31    | 4     | 4     | 126   | 13       | .281  | .325     | .452     | .778  |
| 2018     | PHI      | 148   | 597   | 550   | 64    | 140   | 19       | 3        | 22       | 231   | 71    | 5     | 2        | 1     | 1     | 38    | 3     | 7     | 122   | 11       | .255  | .310     | .420     | .730  |
| 2019     | PHI      | 39    | 139   | 126   | 12    | 28    | 10       | 1        | 1        | 43    | 16    | 2     | 2        | 0     | 1     | 11    | 0     | 1     | 33    | 0        | .222  | .288     | .341     | .629  |
| 2021     | PHI      | 124   | 492   | 450   | 59    | 117   | 27       | 2        | 13       | 187   | 51    | 6     | 1        | 1     | 5     | 29    | 0     | 6     | 77    | 6        | .260  | .310     | .416     | .726  |
| 2022     | PHI      | 62    | 197   | 185   | 23    | 44    | 9        | 1        | 5        | 70    | 21    | 6     | 0        | 0     | 1     | 11    | 0     | 0     | 42    | 3        | .238  | .279     | .378     | .657  |
| MLB：7年 | MLB：7年 | 817   | 3181  | 2915  | 376   | 791   | 158      | 19       | 78       | 1221  | 305   | 68    | 25       | 9     | 13    | 211   | 14    | 32    | 663   | 45       | .271  | .326     | .419     | .745  |

- 2022年度シーズン終了時

### 年度別守備成績
| 年 度 | 球 団 | 左翼（LF） | 左翼（LF） | 左翼（LF） | 左翼（LF） | 左翼（LF） | 左翼（LF） | 中堅（CF） | 中堅（CF） | 中堅（CF） | 中堅（CF） | 中堅（CF） | 中堅（CF） | 右翼（RF） | 右翼（RF） | 右翼（RF） | 右翼（RF） | 右翼（RF） | 右翼（RF） |
| 年 度 | 球 団 | 試 合      | 刺 殺      | 補 殺      | 失 策      | 併 殺      | 守 備 率   | 試 合      | 刺 殺      | 補 殺      | 失 策      | 併 殺      | 守 備 率   | 試 合      | 刺 殺      | 補 殺      | 失 策      | 併 殺      | 守 備 率   |
| ----- | ----- | ---------- | ---------- | ---------- | ---------- | ---------- | ---------- | ---------- | ---------- | ---------- | ---------- | ---------- | ---------- | ---------- | ---------- | ---------- | ---------- | ---------- | ---------- |
| 2015  | PHI   | -          | -          | -          | -          | -          | -          | 136        | 341        | 5          | 5          | 1          | .986       | -          | -          | -          | -          | -          | -          |
| 2016  | PHI   | -          | -          | -          | -          | -          | -          | 155        | 372        | 11         | 9          | 4          | .977       | -          | -          | -          | -          | -          | -          |
| 2017  | PHI   | -          | -          | -          | -          | -          | -          | 133        | 323        | 6          | 2          | 3          | .994       | -          | -          | -          | -          | -          | -          |
| 2018  | PHI   | 6          | 3          | 0          | 0          | 0          | 1.000      | 133        | 294        | 2          | 2          | 1          | .993       | 9          | 8          | 0          | 1          | 0          | .889       |
| 2019  | PHI   | -          | -          | -          | -          | -          | -          | 37         | 75         | 0          | 0          | 0          | 1.000      | -          | -          | -          | -          | -          | -          |
| 2021  | PHI   | 23         | 26         | 0          | 1          | 0          | .963       | 104        | 188        | 5          | 2          | 2          | .990       | 1          | 0          | 0          | 0          | 0          |            |
| 2022  | PHI   | 11         | 10         | 0          | 0          | 0          | 1.000      | 48         | 115        | 4          | 1          | 0          | .992       | 7          | 6          | 0          | 0          | 0          | 1.000      |
| MLB   | MLB   | 40         | 39         | 0          | 1          | 0          | .975       | 746        | 1708       | 33         | 21         | 11         | .988       | 17         | 14         | 0          | 1          | 0          | .933       |

- 2022年度シーズン終了時
- 各年度の太字はリーグ最高

### 表彰
VEWL
- 新人王 1回：2015年
- MVP 1回：2015年

### 記録
MiLB
- テキサスリーグ・オールスターゲーム選出：2回（2013年、2014年）

MLB
- MLBオールスターゲーム選出：1回（2016年）

### 背番号
- 37（2015年 - 2019年、2021年 - 2022年）

### 代表歴
- 2017 ワールド・ベースボール・クラシック・ベネズエラ代表